# アトランティスFC
アトランティスFC（Atlantis Football Club）は、フィンランド南スオミ州ウーシマー県ヘルシンキに本拠地を置くサッカークラブである。アトランティス・ヘルシンキと表記されることがある。

## タイトル

### 国内タイトル
- フィンランド・カップ:1回

2001

### 国際タイトル
- なし

## 過去の成績
- 2000 ウッコネン 2位 昇格
- 2001 ヴェイッカウスリーガ 7位
- 2002-2004 リーグ不参加
- 2005 ウッコネン 7位
- 2006 ウッコネン 3位
- 2007 ウッコネン 7位
- 2008 ウッコネン 11位
- 2009 ウッコネン 13位 降格

## 歴代所属選手
- イズチュクゥ・アニチェ
- アラン・アルーダ
- ウニサ・バングラ
- マイク・ベルフィールド
- ジョン・バークロ
- ゲダス・ブトリマヴィチウス
- アデル・エイド
- ヤリ・エウロパエウス
- モハメド・フォファナ
- アダム・ハイフィールド
- Friday Iyam
- アリマミー・ジャロ
- テーム・カンックネン
- パシ・カルッピネン
- Mehdi Khelaifia
- タレク・ラジジ
- ヴィッレ・レフティネン
- ダリウス・マチウレヴィチウス
- グスタヴォ・マンドゥーカ
- アドリアーノ・ムニョス
- ケレチュクゥ・ヌナジオフォル
- ベルトランド・オカフォル
- オジェムベ・オラトゥガ
- ラッセ・リンド
- アクセル・オアストレーム
- マイケル・オゾル
- ハッサン・ミラ・セサイ
- ムワーイド・セサイ
- エルネスト・シモン
- ミッコ・シムラ
- ケリー・スケプル
- ヴィタリー・スエトフ
- キンモ・タウリアイネン
- ヤルノ・トゥーナイネン
- ビラル・ズアニ